# 韦斯特兰山猫直升机
韦斯特兰山猫（英語：Westland Lynx）是一种英法合作，由英国生产的多用途军用直升机。山猫直升机起先由英国韦斯特兰直升机公司生产。经过多次收购重组后，现在的制造商为意大利列奥那多旗下的奥古斯塔韦斯特兰公司。但生产线几十年来一直设在英格兰的约维尔。山猫直升机是早期欧洲国际合作航空器设计的典范。最初的设计目的是为英法海军提供一种实用的舰载反潜直升机。后来任务被拓展到战场通用直升机、搜救、运输、甚至反坦克和反舰作战。除了英法，德国也是山猫直升机的主要用户。
值得注意的是，山猫直升机世界上第一种（也是唯一一种）可以完成全部固定翼飞机基础特技飞行动作的直升机。在1986年，一架改装过的山猫直升机以400km/h的飞行速度打破了苏联人维持多年的直升机飞行速度世界纪录。这个纪录直到2016年仍未被打破。
虽然已经生产了将近40年，山猫直升机仍然是受欢迎的在产直升机。除了军用型号外，山猫直升机还有两个军民两用型号：韦斯特兰30（Westland 30）和AW159野猫（Wildcat）。前者因为不太受欢迎在1980年代已经停产，后者至今仍是奥古斯塔韦斯特兰的主打型号之一。

## 历史

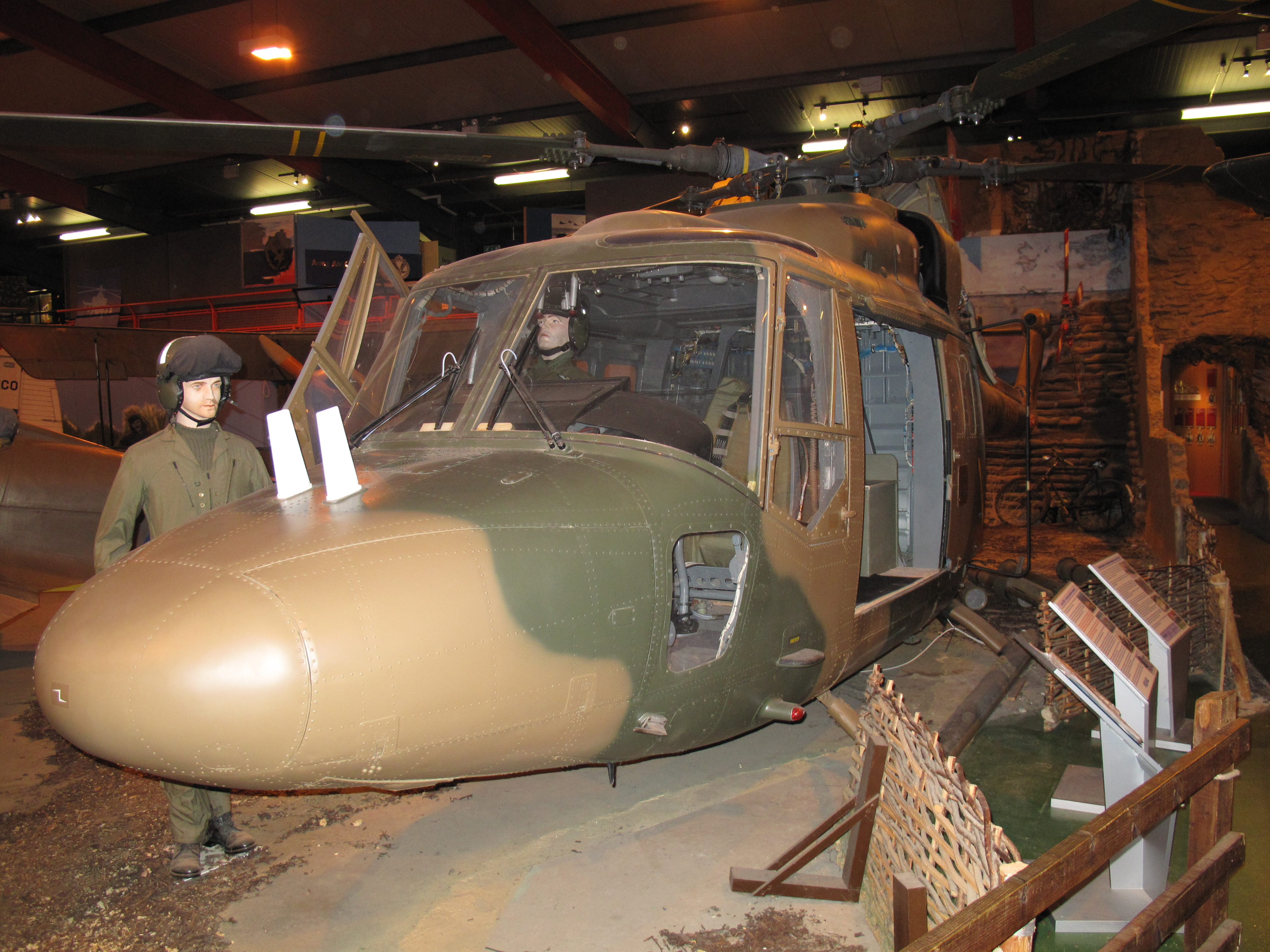
博物馆展示中的山猫直升机原型机XX153号。

1967年开始進行设计山猫直升机，起初的设计目的是为了给英国陆军提供一种新型直升机用以取代UH-1易洛魁。
山貓直升機最初的代号是WG.13，编号的意思代表韦斯特兰13型直升机，很快英国海军和法国陆军与海军也对WG.13感兴趣，于是将此项目改为英法国际合作项目，并将直升机的绰号改为山貓（Lynx），法国航宇也因此加入供应商并承担30%的制造任务。最后的总装仍然在韦斯特兰完成。起先的设计要求是分别提供三种相似但略有不同的型号：英国陆军使用陆用运兵型，英法海军使用舰用反潜型，而法国陆军使用陆用反坦克型。三者的主要区别在于海军型带有雷达且使用前三点式起落架，而陆用型采用滑橇起落架。三者均使用布里斯托西德利BS.360涡轴发动机来提供动力。1969年10月法国陆军退出研发，使早期反坦克型的设计终止。1971年第一架山猫直升机原型机首飞。1978年山猫直升机在皇家海军开始服役。在此之前一共建造过6架原型机。

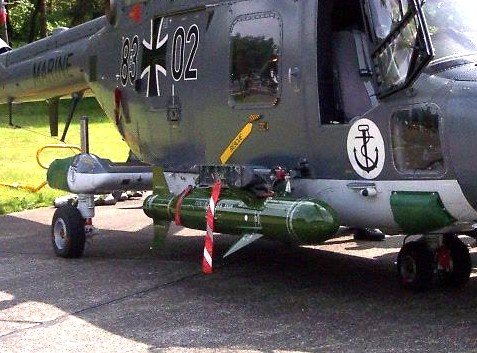
携带海贼鸥反舰导弹的德军用山猫Mk.88直升机。该型导弹赋予山猫直升机对舰攻击能力。

早期的海军型是Mk.2(FN1)（法军）/HAS.2（英军）。该机可以携带Mk.46鱼雷，并具有海上漂浮能力和辅助着舰系统。为了节约船上空间，海军型的旋翼和机身都可以折叠。由于对早期型号不是非常满意，英法海军立刻都对各自装备的山猫直升机进行了升级。升级后的Mk.88型（德国版Mk.4）同时也开始在德国海军里服役。对应的陆军型AH.1只装备了英国陆军。这个一开始只被用于运兵的型号比海军型要简单很多--无论航电还是发动机上都要差一些。后来英国陆军重新为山猫直升机增加了反坦克的任务要求，使AH.1型又可以加挂8枚拖式导弹。
1974年英国政府和埃及谈判引入一条山猫直升机的生产线，并由双方合资的英国阿拉伯直升机公司在埃及以授权生产方式进行组装。然而这个计划在1980年代因为埃及经济的急剧恶化而被放弃。从此山猫直升机也没有在英国以外生产过。
1984年韦斯特兰对山猫直升机进行了第一次大规模升级。升级后的直升机被命名为为山猫3（Lynx-3）。它的主要变化是重新设计的机身、更新的发动机和全新的航电。然而韦斯特兰期望的主要客户皇家海军对他不感兴趣，只有英国陆军订购了一批山猫3，并被命名为AH.9，主要被用作反坦克直升机。AH.9在1991年交付英国陆军。
不甘心的韦斯特兰（此时已和奥古斯特合并）在1990年代初以AH.9改进出了全新的超山猫（Super Lynx）直升机。超山猫有了脱胎换股的改进。其换装了两台霍尼韦尔和勞斯萊斯合作开发的LHTEC CTS800-4N发动机，动力上有了巨大的提升。结构上大量采用复合材料。航电上采取了电传操纵和配备1553总线的全数字航电，在驾驶舱采用玻璃座舱。更换了更强的雷达和光电吊舱。这次超山猫终于被英国海军选用，并命名为HAS.8。老式的HAS.3也被升级到超山猫的等级上。此后奥古斯特韦斯特兰又对超山猫进行了两次升级。目前的最新型号是超山猫300。
进入21世纪时英法德均保有大量的老式山猫直升机，虽然通过升级航电可以将其升级到超山猫的等级上，老旧的机体却无论如何无法跟上时代。由于未来的换代订购数量较低，开发一个全新的机体并不划算，故此三国军队希望研制一种基于超山猫300的新型直升机。起先这个计划被称为未来山猫，现在已经被改名為李奧納多AW159野貓直升機。AW159较老式山猫直升机大幅升级了机身和发动机，导致其和老式山猫直升机只有5%的零件可以通用。目前AW159正在逐步取代老式的山猫直升机，但皇家海军仍然在升级他们的超山猫300直升机，升级后的型号被称为HMA Mk.8。和纯军用的老式山猫直升机不同，AW159是军民两用的。

## 设计

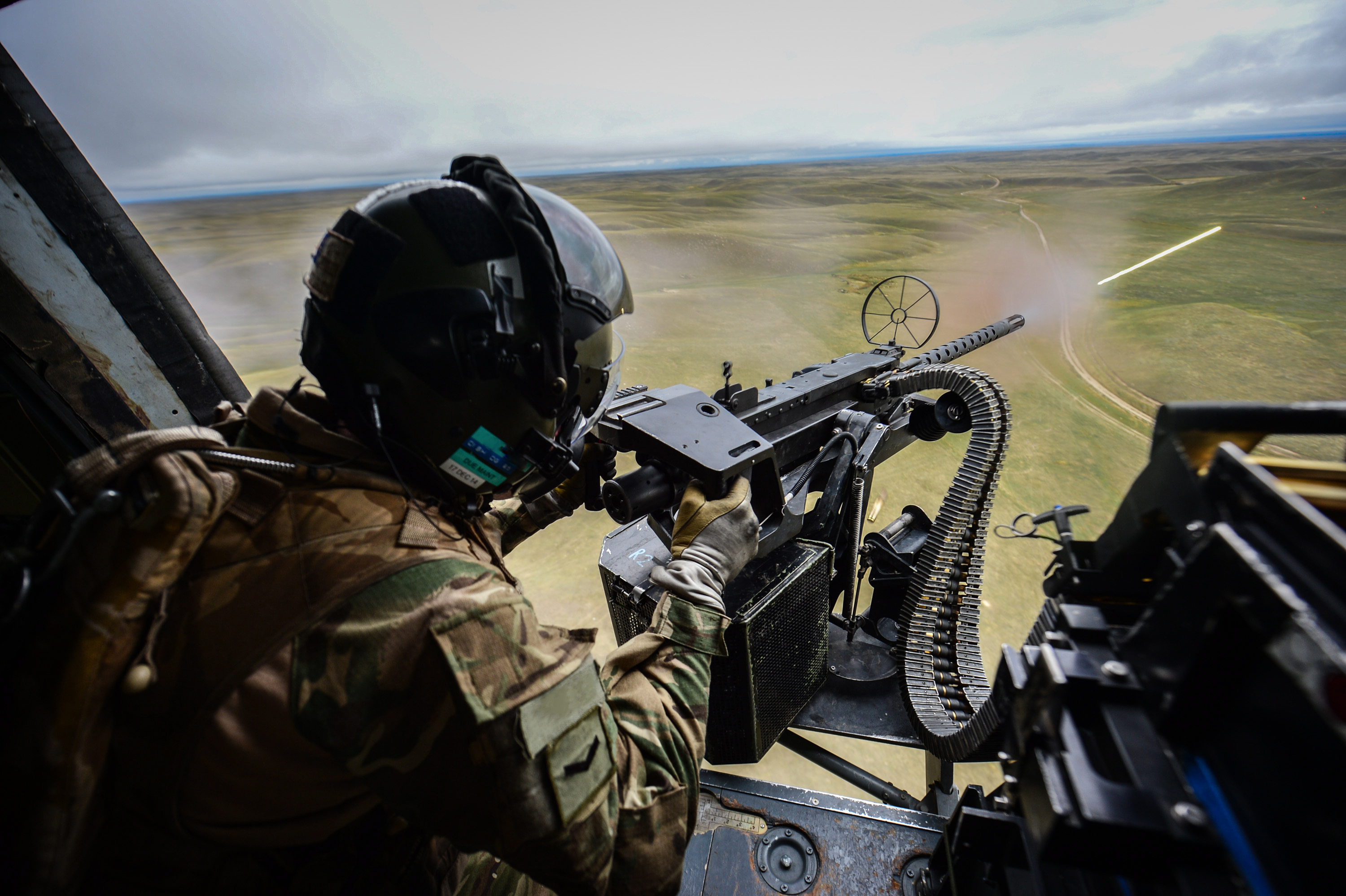
一架AH.9A侧门上，按照典型英国陆军要求配置的侧门机枪和机枪手。

山猫直升机是标准的双发，并列坐席，常规式直升机。山猫直升机采取4叶半刚性主旋翼。尾桨为传统的开放式，同样是4片。前风挡下的机头非常突出，以便安装雷达和光电传感器。山猫直升机采用那个年代常见的并列式机舱，左侧是飞行员，右侧是观察员。驾驶舱后紧邻的是客舱，客舱两侧有巨大的推拉式舱门。如果是英国陆军的装备，在一个舱门处一般会部署一挺机枪。客舱一般可以携带7名乘客，也可以根据任务更换武器的火控设备和乘员位、货仓或额外的油箱。由于机舱内采取高度模块化设计，在不同任务间转换只需要40分钟的改装时间。山猫直升机也是非常容易维护的型号。山猫直升机一开始就充分考虑了上舰着陆的问题。后期型号即使陆军型也很容易上中小型军舰上降落。不过山猫直升机一直比较缺乏装甲防护。
山猫直升机的特点之一是非常灵活。 和一般的直升机不同，山猫很容易完成传统上只有固定翼机才能完成的筋斗和横滚机动（他也是最早做到的）。甚至他可以完成全套固定翼特技飞行基础动作。山猫直升机优秀的机动性一部分来自于他优秀的操纵性，尤其是后来引入电传操纵以后。另一个理由是山猫直升机出色的BERP旋翼设计，可以在非常恶劣的条件下发挥出色的性能。当然最主要的还是依赖山猫的强劲发动机。早期型号使用的罗罗宝石引擎在布里斯托西德利BS.360基础上做了大量修改。这台发动机采用了诸多新颖设计，使山猫直升机具有强大的功重比。从超山猫起更是直接使用RAH-66所用LHTEC T800的降级型发动机，使功重比进一步提高。
动力强劲的另一个好处是跑的速度比谁都快。山猫直升机的巡航速度可以达到244km/h。最高速度更可以达到324km/h。即使在今日的运输直升机里也是个很突出的成绩。由于动力强劲，山猫直升机从原型机阶段就开始不断挑战直升机飞行速度纪录。首飞的1971年山猫直升机就曾用原型机创下过闭合航线飞行速度世界纪录。1972年更以318.504km/h的速度创下100公里闭合航线飞行速度世界纪录。而打破开放航线飞行速度世界纪录留到了1986年。一架代号为G-LYNX的AH.1接受了韦斯特兰公司的重度改装--包括使用了为创纪录特别制造的全新罗罗Gem 60引擎、低阻尾翼和适合在桨尖跨音速环境下工作的新旋翼。1986年8月11日韦斯特兰的首席试飞员Trevor Egginton和测试工程师Derek Clews在法恩伯勒驾驶G-LYNX以400km/h的时速一举打破苏联由Mi-24直升机保持的直升机飞行速度世界纪录。由于优秀的机动性和高速飞行能力，山猫直升机是少数受到飞行表演队青睐的直升机。甚至存在专门由山猫直升机组成的飞行表演队--皇家海军的黑猫表演队（Black Cats）和英国陆军的蓝鹰表演队（Blue Eagles）。
如前所述，山猫直升机的模块化设计做得非常出色，因此可以根据客户需求配置不同的航电和搭载设备。不过一般来说，山猫直升机都会配备塔康。海军型的多普勒雷达一般会装在机头的设备舱里，陆军型的则一般装在旋翼顶端。机头的部分也可以安装光电传感器。电子对抗设备和火控设备也是可选的。从超山猫开始，山猫直升机全面换用玻璃座舱。超山猫300更提供了平视显示器和头盔显示器的选择。用做出口时，客户也可以根据换用本国生产的航电系统。
做为作战直升机，山猫可以根据不同的环境搭载各种武器。英国陆军的陆用型会配备一挺12.7mm勃朗宁重机枪或7.62mm的FN MAG通用机枪或20mm机关炮做为固定武器。导弹方面会安装8枚陶式导弹或2个CRV7火箭巢。目前也在做搭载地狱火导弹的改造。并可能在未来搭载空对空导弹。反潜型可以携带2枚海贼鸥反舰导弹、2枚深水炸弹或2枚Mk46鱼雷。而出口型则可以兼容更多型号的武器，甚至包括旧华约的部分装备。实际上每一个批次的山猫直升机的配置可能都因为客户的要求而不尽相同。为了提高生存率，山猫直升机可以安装导弹告警和热诱饵弹。

## 改型

### 量产型

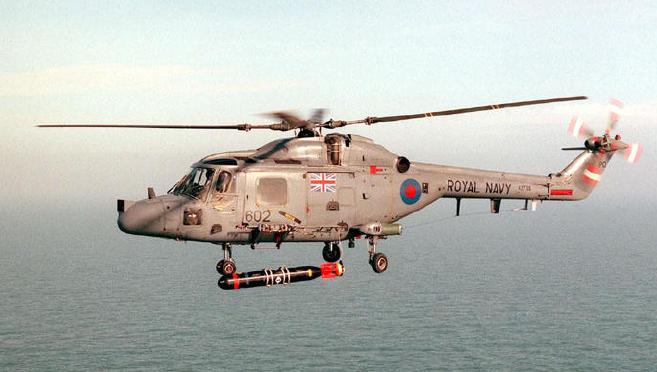
皇家海军的HAS.3正在投放鱼雷。

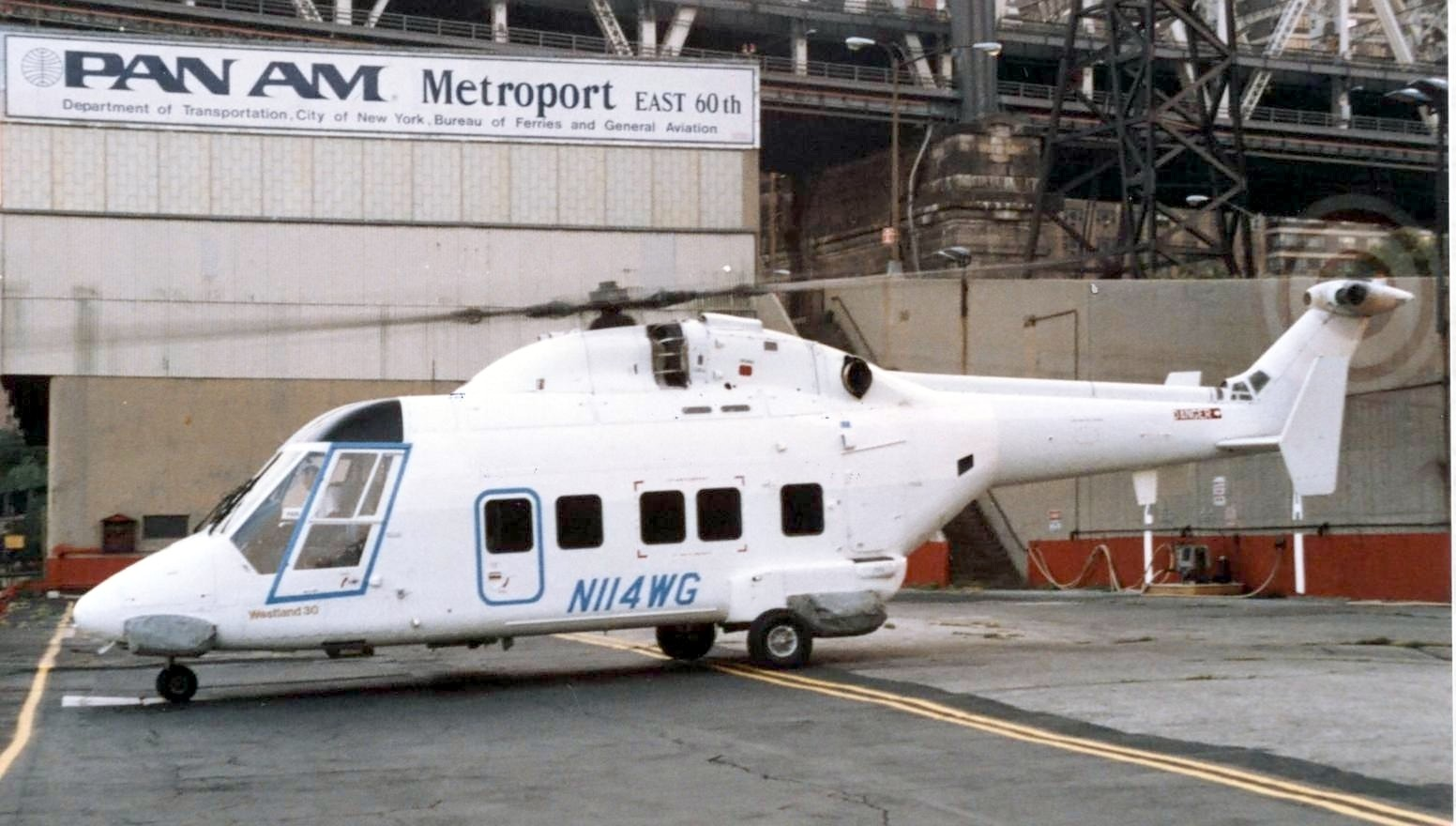
泛美航空所属的韦斯特兰30直升机。

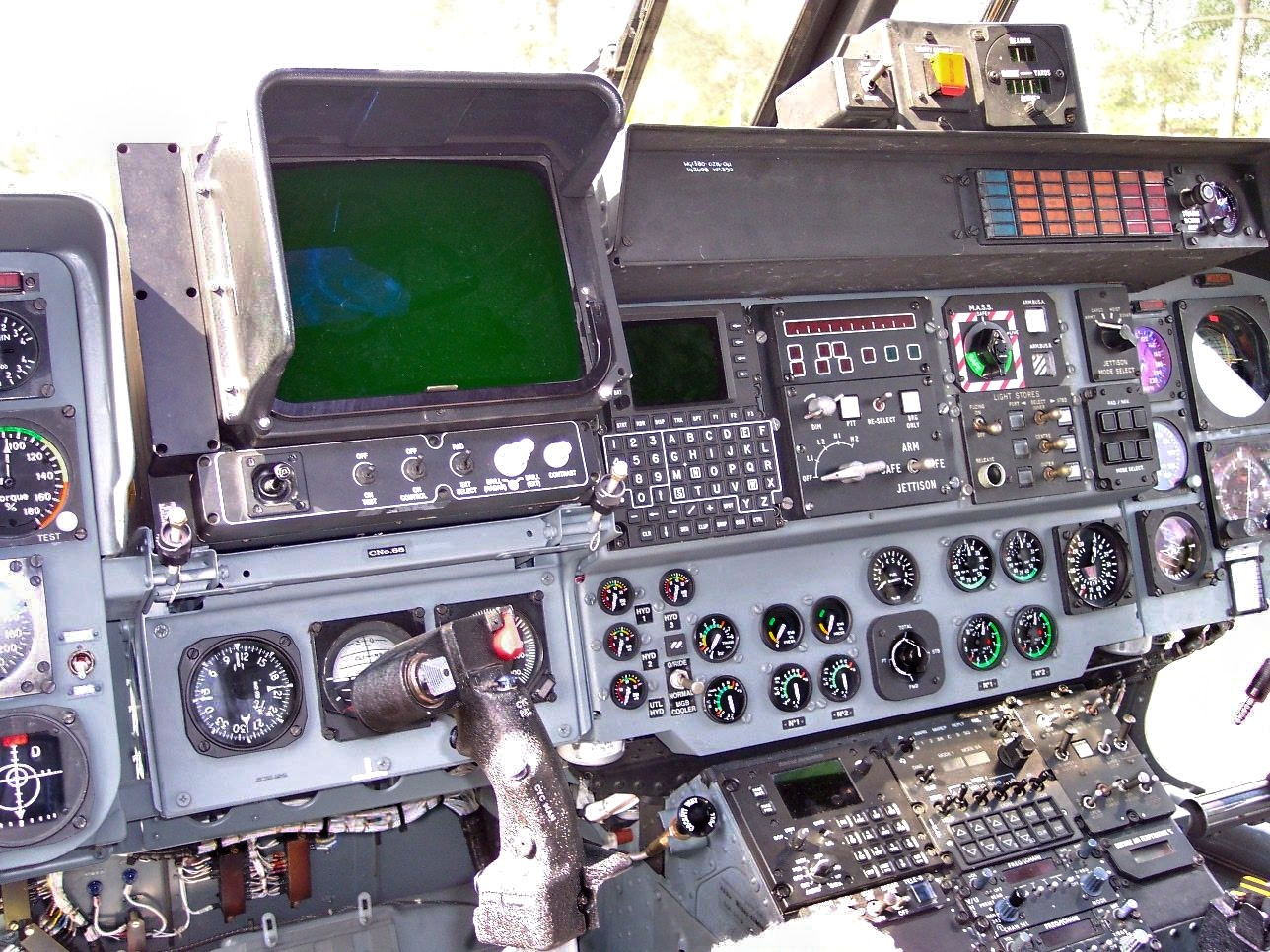
早期山猫直升机的座舱。

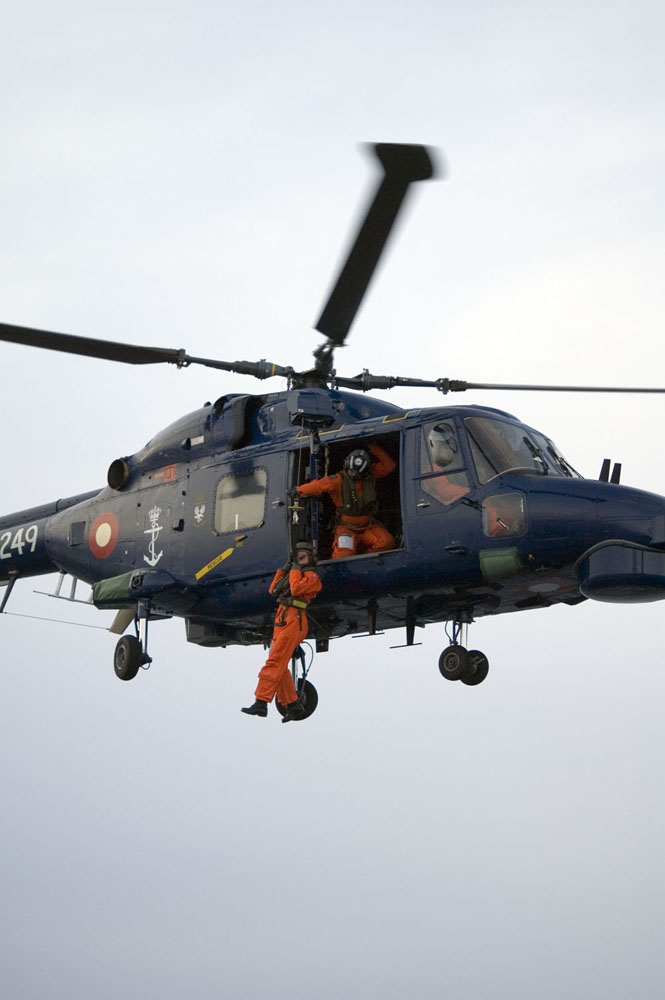
丹麦的山猫直升机正在进行垂直机降。

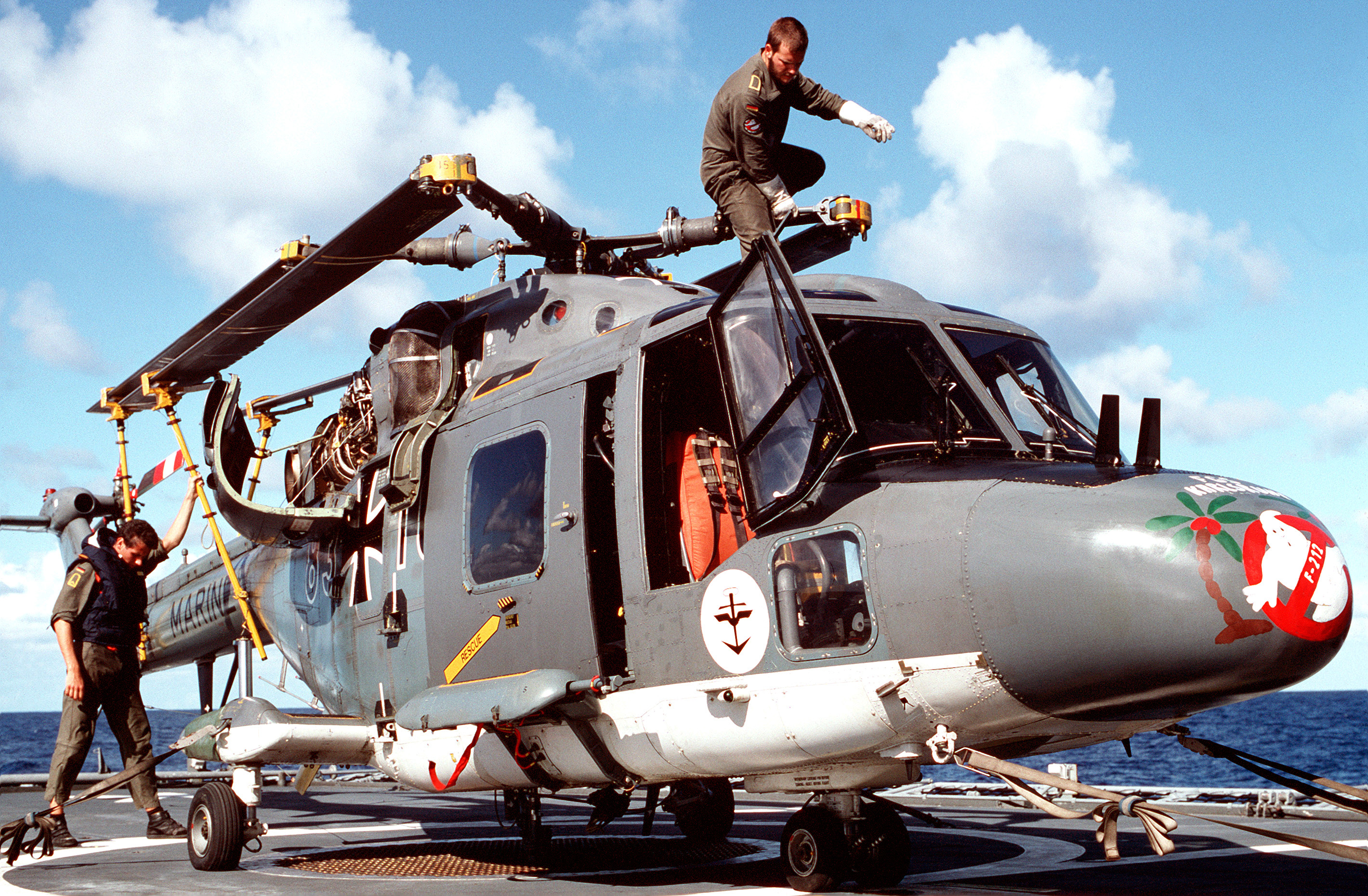
德军的Mk.88正在驱逐舰上。

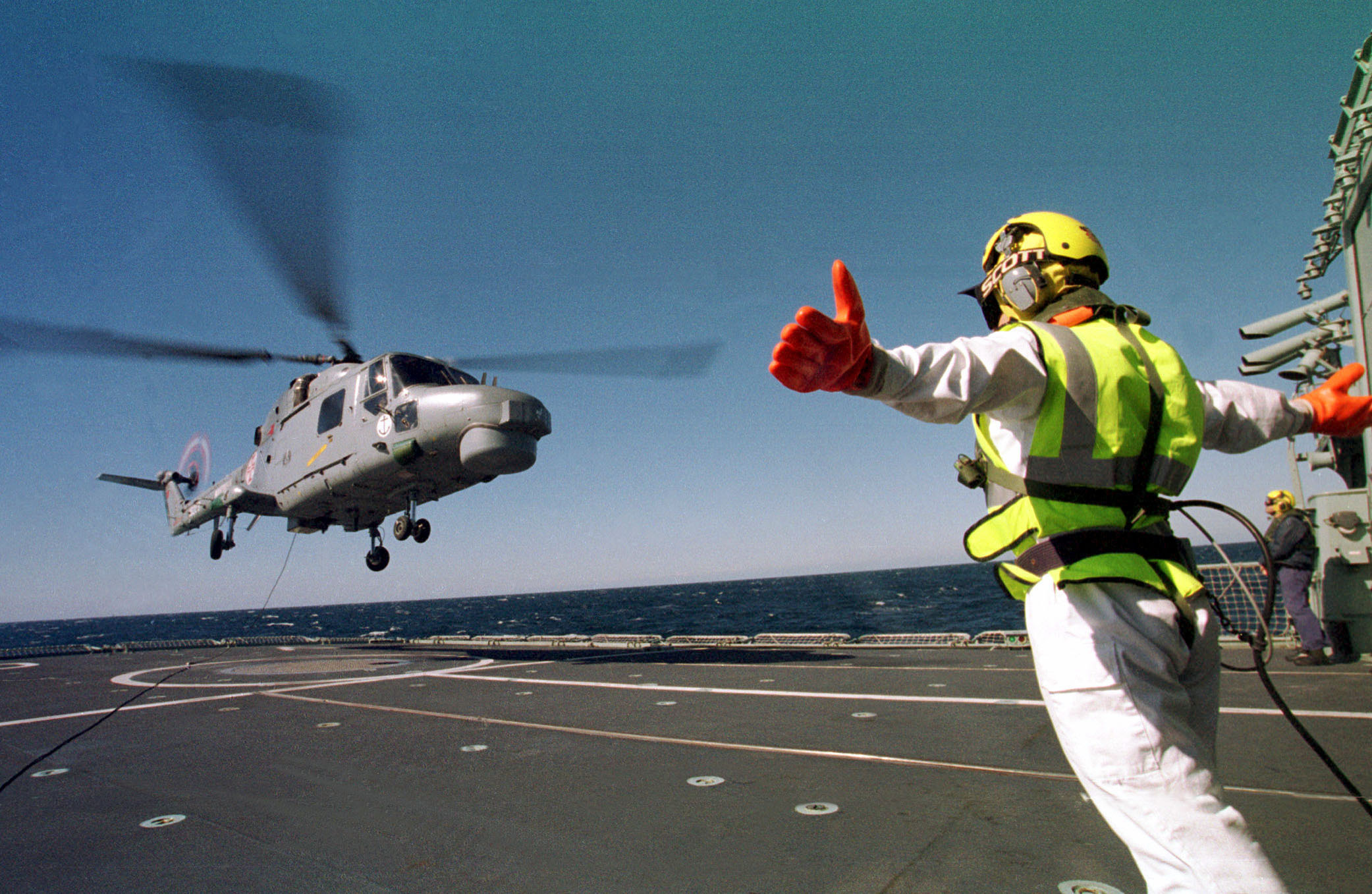
葡萄牙海军使用的Mk.95

- 韦斯特兰 WG.13

原型机。
- AH.1

最初的陆用型。共建造了113架。
- AH.1GT

AH.1升级发动机和尾桨的版本。
- AH.5

升级的陆用型。改用宝石 41-1引擎和更新的变速器。只生产了很少数量并都被升级到AH.7
- AH.7

AH.5基础上进一步升级的版本。换用了新的复合材料主旋翼，并且另尾桨的旋转方向反向。用途上更加专注于反坦克但仍然保持了运输能力。
- AH.9 ("Battlefield Lynx")

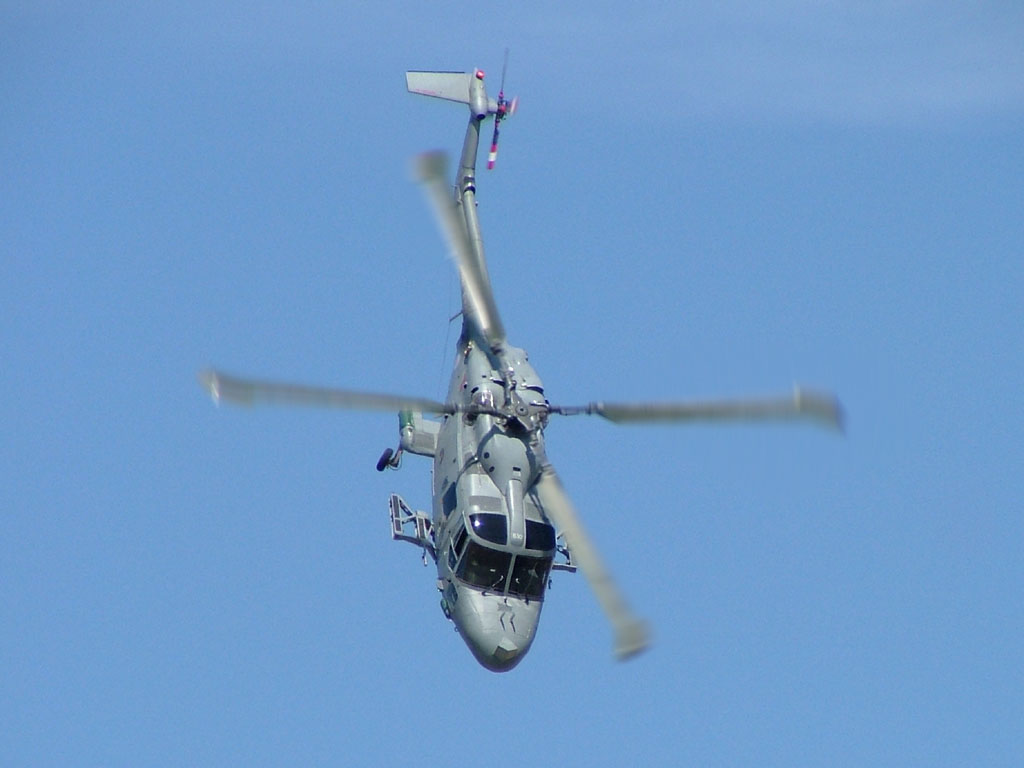
正在进行特技飞行表演的HAS.3

山猫3的陆军版。订购16架。并有一部分AH.7被升级到AH.9的水平。
- AH.9A

AH.9换用超山猫LHTEC T800引擎的版本。生产22架。
- HAS.2/FN1

基本的海军型。可以携带深水炸弹、鱼雷和反舰导弹以及机炮吊舱。皇家海军订购60架，法军26架。法军的型号还可以使用吊装声呐。
- HAS.2.5

HAS.2改用宝石 42引擎的改装版。只改装了一架。
- HAS.3

HAS.2改用宝石 42-1引擎的升级版。建造3架全新机体，剩下的HAS.2全部升级为HAS.3。
- HAS.3GM

HAS.3为海湾战争做的特别改进版。升级了敌我识别、传感器和电子对抗设备。
- HAS.3S

HAS.3的无线电升级版。
- HAS.3SGM

HAS.3S的海湾战争特别改进版。
- Mk.4(FN2)

法国海军的FN型升级宝石42-1发动机版本。共生产了14架。
- HMA.8（Mk.8）

超山猫-100的舰上版。使用宝石 42-200引擎和更新的主旋翼。将和AW159一起取代其他现役的皇家海军山猫直升机。
- 韦斯特兰30

纯民用型。可以搭载22名乘客。因销量太差停产。只卖出去41架。
- Mk.21

出口巴西的版本。交付了9架。
- Mk.21A

Mk.21的升级版。巴西海军专供。交付了9架全新和5架改装。
- Mk.22

埃及的授权生产版。没能生产出来。
- Mk.23

阿根廷版本的HAS.2。只交付了两架就遇上马岛战争而停止交付。阿根廷的两架机也参加了马岛战争并曾经登陆福克兰群岛，然而其中一架於聖三一艦甲板上墜毀。战后，尚存的一架被转手给尼日利亚；而英国未交付的机体被转卖给丹麦。
- Mk.24

伊拉克版。未交付。
- Mk.25

HAS.2的荷兰版。共交付6架。2012年全部退役。
- Mk.26

另一种未交付的伊拉克版。
- Mk.27

荷兰皇家海军版本，但更换了宝石4发动机。交付了10架。
- Mk.28

基于AH.1的卡塔尔警察版本。交付3架。
- Mk.64

超山猫的南非空军版。
- Mk.80

丹麦版的HAS.3，但机身不可折叠。
- Mk.81

荷兰海军的反潜教练机。交付8架。
- SH-14D

荷兰海军版本的发动机升级版。
- Mk.82

埃及的出口版。没有交付。
- Mk.83

沙特的出口版。没有交付。
- Mk 84

卡塔尔的出口版。没有交付。
- Mk 85

阿联酋的出口版。没有交付。
- Mk.86

挪威空军版。
- Mk.87

阿根廷海军版。因为马岛战争被转卖给丹麦。
- Mk.88

德国海军版的HAS.2。但增加了吊放声呐。交付了17架。
- Mk.88A

Mk.88的升级版。德国海军专用。采用宝石42引擎。1999年开始交付了7架。
- Mk.89

HAS.3的尼日利亚版。
- Mk.90

出口丹麦的版本。其实就是转卖的Mk.87。
- Mk.95

葡萄牙海军版本的超山猫100。增加了吊放声呐但取消了雷达。除了新造的以外还升级了HAS.3。
- Mk.99

韩国海军版的超山猫100。
- Mk.100

马来西亚版超山猫100，换用CTS-800-4N引擎。生产6架。
- Mk.110

泰国海军版的超山猫300。4架正在生产。
- Mk.120

阿曼皇家空军版。交付16架。
- Mk.130

阿尔及利亚版。交付4架。
- 超山猫300

超山猫的最新型号。当前出口的主要型号原型。
- AW159野猫（Wildcat）

大幅修改的最新型号。最初被称为未来山猫。军民两用型。目前主要生产的型号。

### 原型机/计划

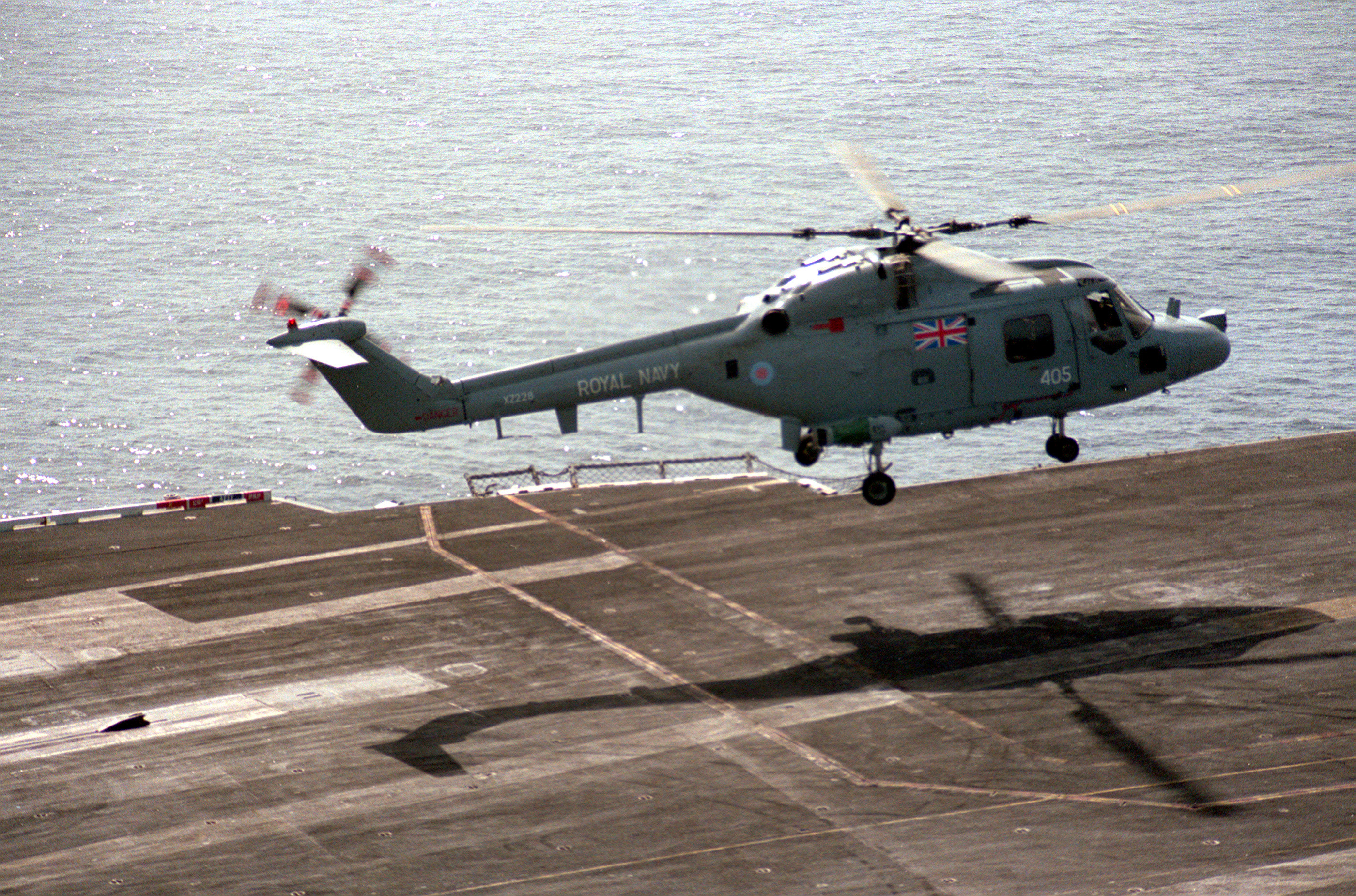
1988年，一架HAS.3型降落在福莱斯特号航空母舰上。

- HT.1

计划中的教练机。被取消。
- HT.3

皇家空军的教练机。被取消。
- AH.6

皇家海军陆战队用的陆上舰上混用版。未曾建造。
- 山猫-3

AH.9的原型机。
- Battlefield Lynx 800

AH.9A的出口版。1992年被英国政府叫停。没有下文。
- 韦斯特兰606

计划中韦斯特兰30的替代型号。因为韦斯特兰30的商业失败而取消。

## 使用历史

### 英国
英国陆军的山猫AH.1是最早进入服役的。1978年开始担当侦查和小规模运兵的任务。在冷战时期英国考虑过将山猫直升机改造成武装直升机和瞪羚直升机配合对抗苏军的装甲部队。因此产生了给山猫直升机改装反坦克导弹的计划。皇家海军的HAS.2要晚一些服役。他们一直被用作反潜和搜救,后来也赋予了反舰的任务。现在皇家海军的山猫直升机还会支援一些非军事行动，比如缉毒。当然，山猫直升机也少不了出现在英国的各种海外行动中--无论是维和还是干涉行动。比如肯尼亚、波黑、科索沃、塞拉利昂和阿富汗。山猫直升机也出现在北爱尔兰的镇压行动中。1994年，一架英国陆军的山猫直升机被爱尔兰共和军击落。所幸无人死亡。

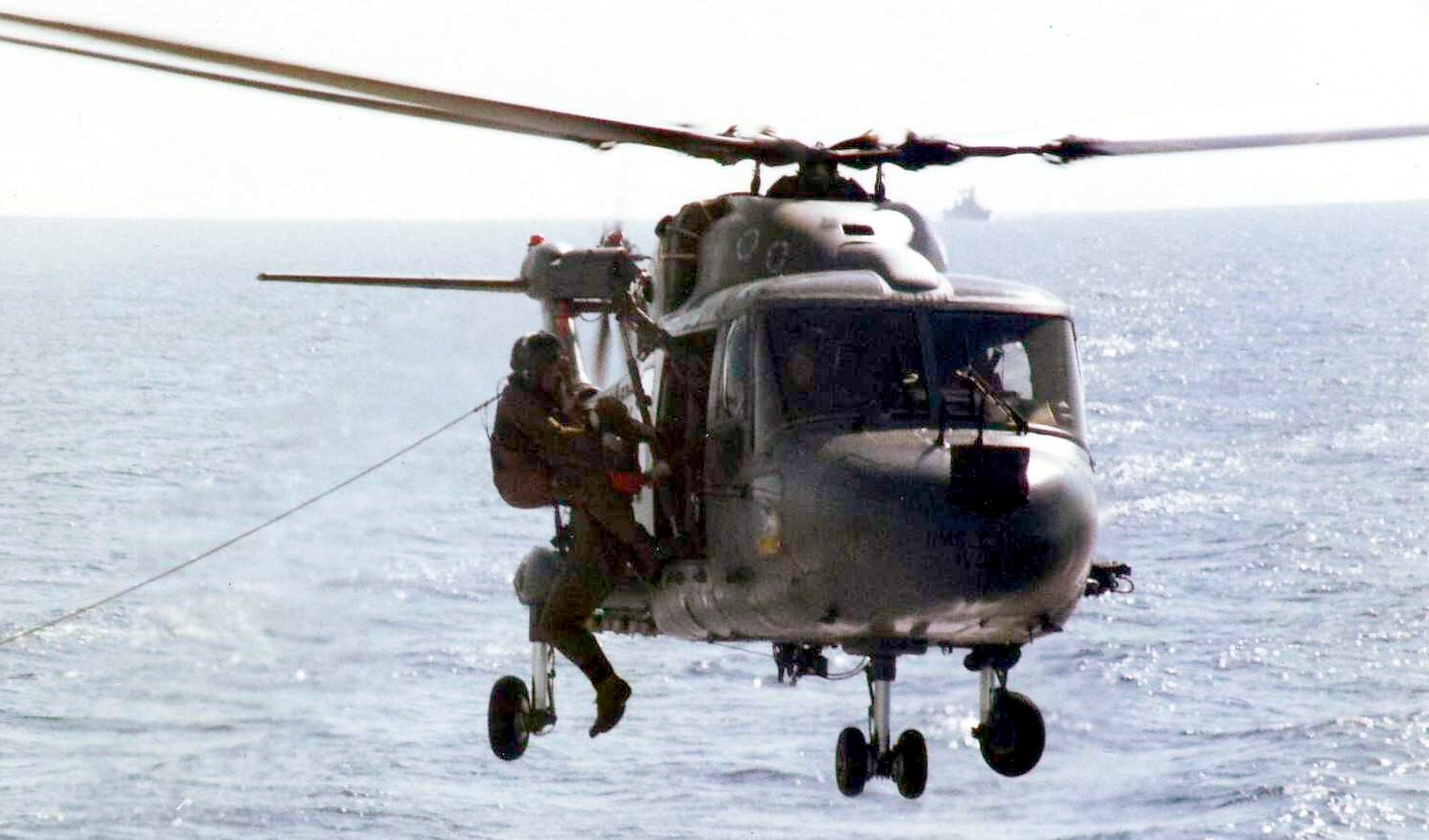
马岛战争时，部署在卡迪夫号上的山猫直升机正在进行搜救任务训练。型号为HAS.2

1982年马岛战争时，山猫直升机是皇家海军和英国陆军少数拿得出手的先进直升机，因此做为英军主力全程参与了整场战争。对于英国陆军装备的山猫直升机，在战斗中主要用于在登陆战时空运士兵。海军的山猫直升机工作就辛苦多了--由于皇家海军的空中力量不足，除了常规的反潜作战和垂直补给以外，山猫直升机还要担当反舰作战。甚至英国海军对阿根廷海军发动的第一次空袭就是通过山猫直升机完成的--比海鹞战斗机还要早。而且这也是世界上最早的掠海反舰导弹攻击。当时英国海军的42型驱逐舰上一共装备了7架山猫直升机，后来通过一些运输舰追加部署了一些。虽然山猫直升机在应急情况下可以作为对舰轰炸机，但当时的英国飞行员并未接受过这种训练，甚至在作战之后“吓得发抖”。所幸没有一架山猫直升机在战斗中被击落，但却有3架随着大西洋运送者号和考文垂号的沉没而葬身海底。做为战果，山猫直升机击沉了一艘阿根廷货船Rio Carcarana号和一些轻型护卫舰。同时还击沉了一艘上浮状态的阿根廷潜艇圣菲号（ARA Santa Fe）。
海湾战争中，山猫直升机在皇家海军中用作运输直升机和反舰轰炸机。他曾经在猎迷预警机的引导下击沉过18艘伊拉克巡逻艇。这些行动几乎扫平了伊拉克海军最后的抵抗。皇家海军的山猫直升机也经常被派去保护科威特的油田。另有24架AH.4被英国陆军用作侦查和反坦克任务。在沙漠军刀行动中的2月26日，654中队的山猫直升机使用陶式导弹击毁了2辆伊拉克运兵车和4辆T-55坦克。
伊拉克战争时，英国陆军的AH.7继续在伊拉克执行侦查、巡逻和反坦克任务。山猫直升机群曾经在巴士拉和伊拉克的T-55进行过一次直升机和坦克之间互相攻击的激烈战斗。由于伊拉克战争和之后的治安战的任务时长比海湾战争要长很多，山猫直升机显示出对于伊拉克的环境有些许的不适应，尤其是高温。不过总体的出勤率还是维持良好。2006年一架英军的山猫直升机在巴士拉被击落，6名士兵丧生。
即使经过了升级，早期服役的英军山猫直升机仍然因为结构老化而无法坚持。2015年起，英国陆军的AH.7型和之前的山猫直升机开始陆续退役。英国陆军使用AH.9A到2017年，并在2018年1月全部退役，全部由最新型的AW159野猫取代。皇家海军亦使用AW159替换山猫直升机。2017年皇家海军的旧款山猫直升机全部退役并被AW159取代。

### 德国

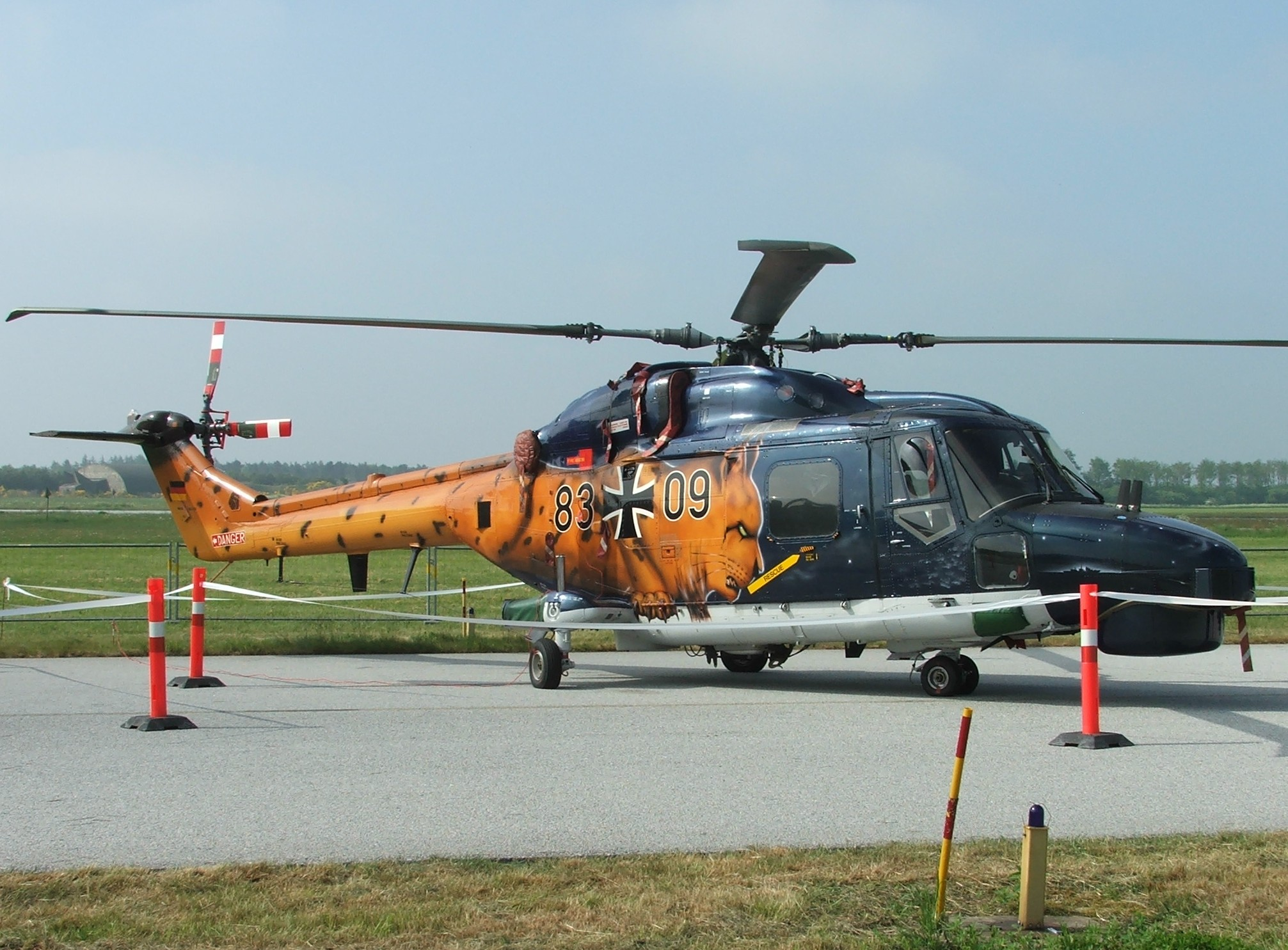
一架喷上山猫图案的德军Mk.88型。

德国海军在1981年得到他们的第一批共17架山猫直升机。这批出口型直升机被命名为为Mk.88，大致相当于HAS.2的出口版，但雷达略好。1997年德国又追加订购了7架超山猫100直升机--命名为Mk.88A。其他的Mk.88也被升级到Mk.88A的水平。德军的山猫直升机都被部署到护卫舰上用作反潜和反舰作战。2012年起德军的山猫直升机开始参与索马里护航行动。然而德军的山猫直升机深受结构问题的困扰。2014年爆出本打算参加索马里反海盗任务的山猫直升机尾部存在裂痕，导致整个型号全部停飞。由于德军其他的舰载直升机更加老旧无法出勤，此次事件一度导致德国海军舰载航空兵完全瘫痪，直到2017年才恢复作战能力。德军现在正在考虑是否用更新的NH-90直升机取代现役的山猫直升机。其他候选者还包括AW159。

### 法国

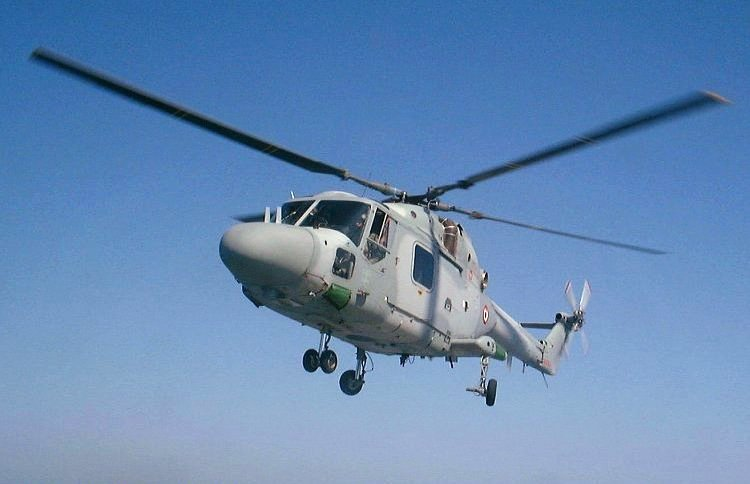
法国海军操作的FN1型。

1979年法国海军也得到了第一批共26架舰用山猫直升机。法国的舰用型被命名为为FN1。他们和英国使用的HAS.2非常相似。不同之处法国的FN1非常强调反潜能力而取消了反舰能力。法军的山猫直升机具有独立执行反潜作战的能力，必要时甚至不需要来自军舰上的定位支援。今日法国海军的山猫直升机部署在拉法葉级护卫舰上。2011年起也开始部署在最新的欧洲多用途巡防舰上。

## 使用国

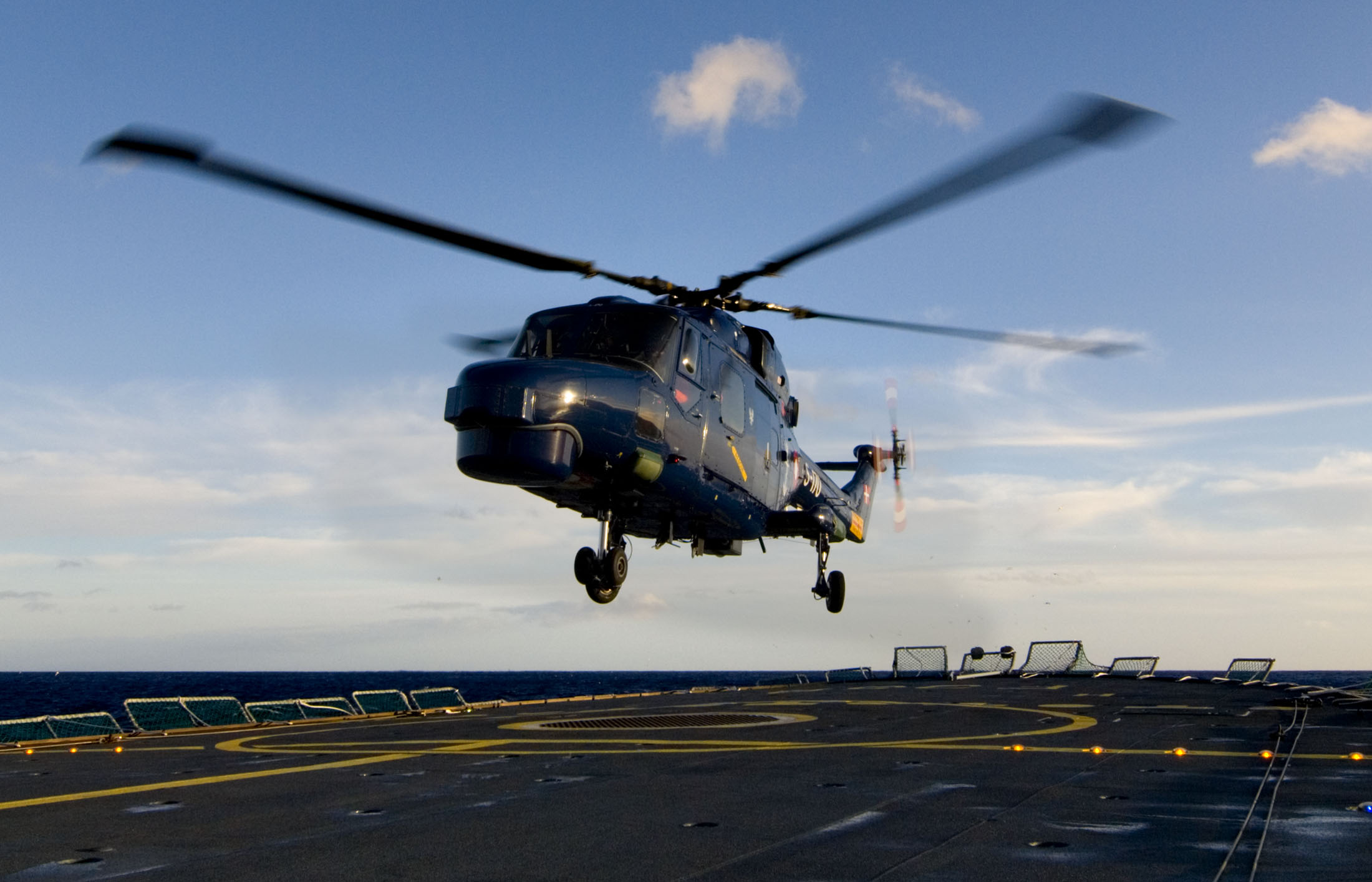
丹麦海军的山猫直升机正在军舰上降落。

*以下不含韦斯特兰30的使用国。
- ：菲律賓
  - 菲律賓海軍[38]
- ：法国
  - 法国海军
- ：德国
  - 德国海军
- ：阿尔及利亚
  - 阿尔及利亚海军
- ：巴西
  - 巴西海军
- ：丹麦
  - 丹麦皇家空军

- ：马来西亚
  - 马来西亚皇家海军
- ：阿曼
  - 阿曼皇家空军
- ：葡萄牙
  - 葡萄牙海军
- ：南非
  - 南非空军
- ：韩国
  - 韩国海军
- ：泰国
  - 泰国皇家海军

### 前使用国
- ：英国
  - 皇家海军
  - 英国陆军
- ：阿根廷
  - 阿根廷海军
- ：荷兰
  - 荷兰皇家海军
- ：尼日利亚
  - 尼日利亚海军
- ：挪威
  - 挪威皇家空军
- ：巴基斯坦
  - 巴基斯坦海军

## 参数
以下参数基于超山猫300。来自

### 一般参数
- 长度：15.24m
- 高度：3.67m
- 旋翼直径：12.8m
- 最大起飞重量：5330kg
- 动力：霍尼韦尔/罗罗LHTEC CTS800-4N（英语：LHTEC T800） x 2 
最大起飞功率1014kw x 2
- 机组：2-3人
- 乘客：7人

### 性能参数
- 巡航速度：244km/h
- 悬停高度：>3350m
- 航程：574km
- 最长留空时间：3小时

### 引用
1. ↑  Gibbings 2009， p. 140.
2. ↑  .   [2017-12-04]. （原始内容存档于2021-04-22）.
3. 1 2 3 4 5 6 7 8 9  山猫直升机 （页面存档备份，存于）-人民网
4. 1 2 3 4  “超山猫”舰载直升机飞上南非新舰 （页面存档备份，存于）-中国网
5. ↑  Lynx Wildcat production to remain in UK （页面存档备份，存于） - Jane's （页面存档备份，存于）
6. 1 2 3  .   [2016-09-26]. （原始内容存档于2021-04-22）.
7. ↑  "Rotorcraft Absolute: Speed over a straight 15/25 km course （页面存档备份，存于）". 国际航空联合会 （FAI）
8. 1 2 3 4 5 6 7 8 9 10  Lynx （页面存档备份，存于）-British Website （页面存档备份，存于）
9. ↑  .   [2016-09-26]. （原始内容存档于2021-04-22）.
10. 1 2 3  .   [2016-09-23]. （原始内容存档于2017-06-15）.
11. 1 2 3 4 5 6 7 8 9 10 11 12 13 14 15 16 17 18 19 20 21 22 23 24 25 26 27  Westland "Lynx" （页面存档备份，存于）-Avistar （页面存档备份，存于）
12. ↑  .   [2016-09-26]. （原始内容存档于2018-09-02）.
13. ↑  "AgustaWestland Lynx，Super Lynx and Future Lynx". Jane's Helicopter Markets and Systems. Jane's Information group， 2009. "Subscription Article".[永久] Jane's， 8 July 2009.
14. ↑  .   [2016-09-23]. （原始内容存档于2021-04-22）.
15. ↑  《旧瓶新酒 不同手法 从“未来山猫”看直-9的未来发展》--《舰载武器》2008-8
16. ↑  Hoyle, Craig. . Flight International. 9 October 2007  [2016-09-23]. （原始内容存档于2016-07-01）.
17. 1 2  J. Gordon Leishman "ENAE 632 - The British Experimental Rotor Program (BERP) Blade  （页面存档备份，存于）"， University of Maryland， College Park， Retrieved 11 April 2010
18. ↑  Harrison， Stacey， Hansford "BERP IV The Design， Development， and Testing of an Advanced Rotor Blade （页面存档备份，存于）"  American Helicopter Society 64th Annual Forum， April 29 – May 1， 2008
19. 1 2  .   [2016-09-23]. （原始内容存档于2018-10-29）.
20. ↑  .   [2016-09-23]. （原始内容存档于2021-04-22）.
21. ↑  .   [2016-09-23]. （原始内容存档于2011-07-10）.
22. ↑  .   [2016-09-29]. （原始内容存档于2021-04-22）.
23. ↑  .   [2016-09-23]. （原始内容存档于2021-04-22）.
24. ↑  “考文垂”舰长回忆录节选 （页面存档备份，存于）-空军之翼
25. ↑  福克兰战争中的空中力量 （页面存档备份，存于）-空军之翼
26. ↑  永远的猎迷——霍克.希德利HS.801猎迷反潜机 （页面存档备份，存于）-空军之翼
27. ↑  图文：英国“山猫”直升机在巴士拉上空巡逻 （页面存档备份，存于）-人民网-2003-4-8
28. ↑  .   [2016-09-26]. （原始内容存档于2021-04-22）.
29. ↑  UK ending westland lynx operations （页面存档备份，存于） - 航空周刊
30. ↑  .   [2016-09-23]. （原始内容存档于2021-03-04）.
31. ↑  U.K. Royal Navy Advances Wildcat Plans （页面存档备份，存于）-AWST Network
32. ↑  .   [2017-12-04]. （原始内容存档于2021-04-22）.
33. 1 2  .   [2016-09-23]. （原始内容存档于2016-09-27）.
34. ↑  《德国订购“山猫”》--《直升机技术》-1997-10
35. ↑  .   [2017-12-04]. （原始内容存档于2021-04-22）.
36. ↑  .   [2016-09-26]. （原始内容存档于2016-03-14）.
37. ↑  German Navy weighs up Lynx replacement options （页面存档备份，存于） - Jane's （页面存档备份，存于）